# Airmed
A deusa Airmed (também conhecida como Airmid) é, na mitologia irlandesa, uma das Tuatha Dé Danann
Filha do deus-médico Diancecht, que também é o deus da magia e irmão de Miach, ela curava pessoas machucadas na Segunda Batalha de Magh Tuiredh.
Pertence à Tuatha Dé Danann, e o nome, que significa medida, está em conexão com o papel que exerce. Quando da Batalha de Mag Tured (Cath Maighe Tuireadh), foi responsável por coletar plantas medicinais, que eram colocadas na Fonte da Saúde; um banho nesta fonte cura guerreiros feridos e ressuscita mortos. Ela tem dois irmãos Miach (o alqueire) e Ormiach (o duplo do anterior).

## Artigos conexos
- Mitologia celta
- Tuatha Dé Danann